# Under belägring 2
Under belägring 2 (engelska Under siege 2: Dark territory) är en amerikansk action-thriller från 1995 i regi av Geoff Murphy med Steven Seagal i huvudrollen som Casey Ryback. Filmen hade Sverigepremiär den 15 september 1995.

## Handling
Återigen kastas kocken Casey Ryback (Steven Seagal) in i händelsernas centrum. Denna gång tillsammans med sin brorsdotter Sarah (Katherine Heigl) på ett passagerartåg mellan Denver, Colorado och Los Angeles, Kalifornien. Tåget kapas av den galne Travis Dane (Eric Bogosian) samt ett gäng skurkar med ett enda mål för ögonen: att stjäla en laserbestyckad satellit med kapacitet att ödelägga halva den amerikanska östkusten på bara några sekunder. Dane, som uppfunnit satelliten åt den amerikanska militären, tar kontroll över lasern inför ögonen på General Stanley Cooper (Kurtwood Smith). Ryback tar upp jakten på skurkarna och den förre elitsoldaten Penn (Everett McGill), som tagit Sarah som gisslan.

## Om filmen
Filmen är en påkostad Seagal-action som uppföljare till den första filmen. Katherine Heigl fick sitt stora genombrott i rollen som Seagals brorsdotter. 

## Rollista (i urval)
| Steven Seagal   | – Casey Ryback           |
| Eric Bogosian   | – Travis Dane            |
| Katherine Heigl | – Sarah Ryback           |
| Morris Chestnut | – Bobby Zachs            |
| Nick Mancuso    | – Tom Breaker            |
| Everett McGill  | – Penn                   |
| Kurtwood Smith  | – General Stanley Cooper |